# Hugo Ulm
Hugo Ulm (* 4. September 1944 in Hagenbach) ist ein ehemaliger deutscher Fußballspieler.

## Karriere
Der Hagenbacher Hugo Ulm begann beim örtlichen Sportverein mit dem Vereinsfußball. Als A-Jugendlicher wechselte der Stürmer, der vor allem durch seine Schnelligkeit bestach, zum Karlsruher SC. Zweimal wurde er dort süddeutscher Meister, im Team waren unter anderem auch Rolf Kahn (der Vater des späteren Nationaltorwarts Oliver Kahn) und Horst Wild. Danach ging er für ein Jahr zurück zu seinem Heimatverein, ehe ihn der Regionalligist Phönix Bellheim zur Runde 1964/65 neben den zwei KSC-Akteuren Gerhard Helm und Horst Hotz verpflichtete. Sein Debüt in der Fußball-Regionalliga Südwest gab er am 9. August 1964, als im Heimspiel ein 1:1-Remis gegen TuS Neuendorf erreicht wurde. Zum 3:0-Heimerfolg am 23. August gegen den TSC Zweibrücken steuerte Ulm seine ersten zwei Tore in der Regionalliga bei. Zur Runde 1965/66 kamen mit Dieter Klaußner und Rolf Kahn zwei weitere KSC-Spieler nach Bellheim. Sein letztes Regionalligaspiel für Bellheim bestritt Hugo Ulm am 7. Mai 1967 beim 4:1-Heimerfolg gegen Röchling Völklingen. Als 15. stieg Bellheim aber in das Amateurlager ab. Von 1964 bis 1967 hatte Ulm insgesamt 67 Regionalligaeinsätze mit zehn Toren für Bellheim absolviert.
Nach dem Abstieg der Bellheimer 1966/67 wechselte Ulm zum Meister Borussia Neunkirchen, der sich in der Aufstiegsrunde gegen SW Essen, Arminia Hannover, Bayern Hof und Hertha BSC durchgesetzt hatte und damit wieder in die Fußball-Bundesliga zurückkehrte. In seinem einzigen Jahr in Deutschlands höchster Spielklasse kam er 27-mal unter Trainer Željko Čajkovski an der Seite von Mitspielern wie Willi Ertz, Horst Kirsch, Erich Leist, Wolfgang Gayer und Günter Kuntz zum Einsatz und erzielte ein Tor. Dazu gehörten auch die zwei Spiele gegen seinen ehemaligen Verein Karlsruher SC. In der Vorrunde gewann Neunkirchen das Heimspiel mit 3:2 Toren und in der Rückrunde setzte sich der KSC mit 5:1 Toren durch. Neunkirchen stieg nach der Saison – wie auch der Karlsruher SC – in die Regionalliga ab. Ulm blieb dem Verein noch zwei Jahre in der Regionalliga Südwest treu und wechselte 1970 zum ASV Landau, der ebenfalls der zweitklassigen Regionalliga Südwest angehörte. In Landau spielte er unter Trainer Heinz Ruppenstein und mit den Mitspielern Werner Hösl und Hans Ripp. Später kehrte er zum SV Hagenbach zurück, wo er seine Karriere beendete.